# Pišče
Pišče este un sat din comuna Plužine, Muntenegru. Conform datelor de la recensământul din 2003, localitatea are 84 de locuitori (la recensământul din 1991 erau 112 locuitori).

## Demografie
În satul Pišče locuiesc 73 de persoane adulte, iar vârsta medie a populației este de 45,2 de ani (44,1 la bărbați și 46,0 la femei). În localitate sunt 26 de gospodării, iar numărul mediu de membri în gospodărie este de 3,23.
Populația localității este foarte eterogenă.
|  |

| Demografie | Demografie | Demografie |
| An         | Locuitori  | Locuitori  |
| ---------- | ---------- | ---------- |
|            |            |            |
|            |            |            |
|            |            |            |
|            |            |            |
| 1948       | 198        |            |
| 1953       | 224        |            |
| 1961       | 230        |            |
| 1971       | 199        |            |
| 1981       | 147        |            |
| 1991       | 112        | 112        |
| 2003       | 84         | 84         |

| \| Componența etnică conform recensământului din 2003[2] \| Componența etnică conform recensământului din 2003[2] \| Componența etnică conform recensământului din 2003[2] \| Componența etnică conform recensământului din 2003[2] \| Componența etnică conform recensământului din 2003[2] \| \| ----------------------------------------------------- \| ----------------------------------------------------- \| ----------------------------------------------------- \| ----------------------------------------------------- \| ----------------------------------------------------- \| \| \| \| \| \| \| \| Muntenegreni \| Muntenegreni \| \| 42 \| 50% \| \| Sârbi \| Sârbi \| \| 34 \| 40,47% \| \| necunoscută \| necunoscută \| \| 0 \| 0% \| |              |  |    |        |
| Componența etnică conform recensământului din 2003 |              |  |    |        |
| |              |  |    |        |
| Muntenegreni | Muntenegreni |  | 42 | 50%    |
| Sârbi | Sârbi        |  | 34 | 40,47% |
| necunoscută | necunoscută  |  | 0  | 0%     |